# Dichostates ayresi
Dichostates ayresi är en skalbaggsart som beskrevs av William Lucas Distant 1898. Dichostates ayresi ingår i släktet Dichostates och familjen långhorningar.
Artens utbredningsområde är:
- Malawi.
- Moçambique.
- Zimbabwe.

Inga underarter finns listade i Catalogue of Life.